# 발틱컵
발틱컵(Baltic Cup, 에스토니아어: Balti turniir, 라트비아어: Baltijas kauss, 리투아니아어: Baltijos taurė)은 발트 3국에 속한 리투아니아, 라트비아, 에스토니아가 치르는 친선 축구 대회이다. 핀란드는 초청국 자격으로 두 차례 참가한바 있다.

## 역대 대회
| 연도            | 우승                                                               | 준우승                                                             | 3위                                                                | 4위                                                                |
| --------------- | ------------------------------------------------------------------ | ------------------------------------------------------------------ | ------------------------------------------------------------------ | ------------------------------------------------------------------ |
| 1928년          | 라트비아                                                           | 에스토니아                                                         | 리투아니아                                                         |                                                                    |
| 1929년          | 에스토니아                                                         | 라트비아                                                           | 리투아니아                                                         |                                                                    |
| 1930년          | 리투아니아                                                         | 라트비아                                                           | 에스토니아                                                         |                                                                    |
| 1931년          | 에스토니아                                                         | 라트비아                                                           | 리투아니아                                                         |                                                                    |
| 1932년          | 라트비아                                                           | 리투아니아                                                         | 에스토니아                                                         |                                                                    |
| 1933년          | 라트비아                                                           | 리투아니아                                                         | 에스토니아                                                         |                                                                    |
| 1934년          | 대공황의 여파로 인하여 취소됨                                      | 대공황의 여파로 인하여 취소됨                                      | 대공황의 여파로 인하여 취소됨                                      | 대공황의 여파로 인하여 취소됨                                      |
| 1935년          | 리투아니아                                                         | 라트비아                                                           | 에스토니아                                                         |                                                                    |
| 1936년          | 라트비아                                                           | 에스토니아                                                         | 리투아니아                                                         |                                                                    |
| 1937년          | 라트비아                                                           | 에스토니아                                                         | 리투아니아                                                         |                                                                    |
| 1938년          | 에스토니아                                                         | 라트비아                                                           | 리투아니아                                                         |                                                                    |
| 1939년          | 리투아니아와 라트비아의 농구 시합으로 인한 관계 악화로 인하여 중지 | 리투아니아와 라트비아의 농구 시합으로 인한 관계 악화로 인하여 중지 | 리투아니아와 라트비아의 농구 시합으로 인한 관계 악화로 인하여 중지 | 리투아니아와 라트비아의 농구 시합으로 인한 관계 악화로 인하여 중지 |
| 1940년 ~ 1990년 | 소련의 점령으로 인하여 중지                                        | 소련의 점령으로 인하여 중지                                        | 소련의 점령으로 인하여 중지                                        | 소련의 점령으로 인하여 중지                                        |
| 1991년          | 리투아니아                                                         | 라트비아                                                           | 에스토니아                                                         |                                                                    |
| 1992년          | 리투아니아                                                         | 라트비아                                                           | 에스토니아                                                         |                                                                    |
| 1993년          | 라트비아                                                           | 에스토니아                                                         | 리투아니아                                                         |                                                                    |
| 1994년          | 리투아니아                                                         | 라트비아                                                           | 에스토니아                                                         |                                                                    |
| 1995년          | 라트비아                                                           | 리투아니아                                                         | 에스토니아                                                         |                                                                    |
| 1996년          | 리투아니아                                                         | 에스토니아                                                         | 라트비아                                                           |                                                                    |
| 1997년          | 리투아니아                                                         | 라트비아                                                           | 에스토니아                                                         |                                                                    |
| 1998년          | 리투아니아                                                         | 라트비아                                                           | 에스토니아                                                         |                                                                    |
| 2000년          | 리투아니아                                                         | 라트비아                                                           | 빈칸                                                               |                                                                    |
| 2001년          | 라트비아                                                           | 리투아니아                                                         | 에스토니아                                                         |                                                                    |
| 2003년          | 라트비아                                                           | 리투아니아                                                         | 에스토니아                                                         |                                                                    |
| 2005년          | 리투아니아                                                         | 라트비아                                                           | 빈칸                                                               |                                                                    |
| 2008년          | 라트비아                                                           | 리투아니아                                                         | 에스토니아                                                         |                                                                    |
| 2010년          | 리투아니아                                                         | 라트비아                                                           | 에스토니아                                                         |                                                                    |
| 2012년          | 라트비아                                                           | 핀란드                                                             | 에스토니아                                                         | 리투아니아                                                         |
| 2014년          | 라트비아                                                           | 리투아니아                                                         | 핀란드                                                             | 에스토니아                                                         |
| 2016년          | 라트비아                                                           | 리투아니아                                                         | 에스토니아                                                         | 빈칸                                                               |
| 2018년          | 라트비아                                                           | 에스토니아                                                         | 리투아니아                                                         | 빈칸                                                               |

- 에스토니아는 2000년과 2005년에 참가하지 않았다.
- 핀란드는 2012년부터 2014년까지 초청국으로 참가하였다.